# انیمه و مانگا کودکان

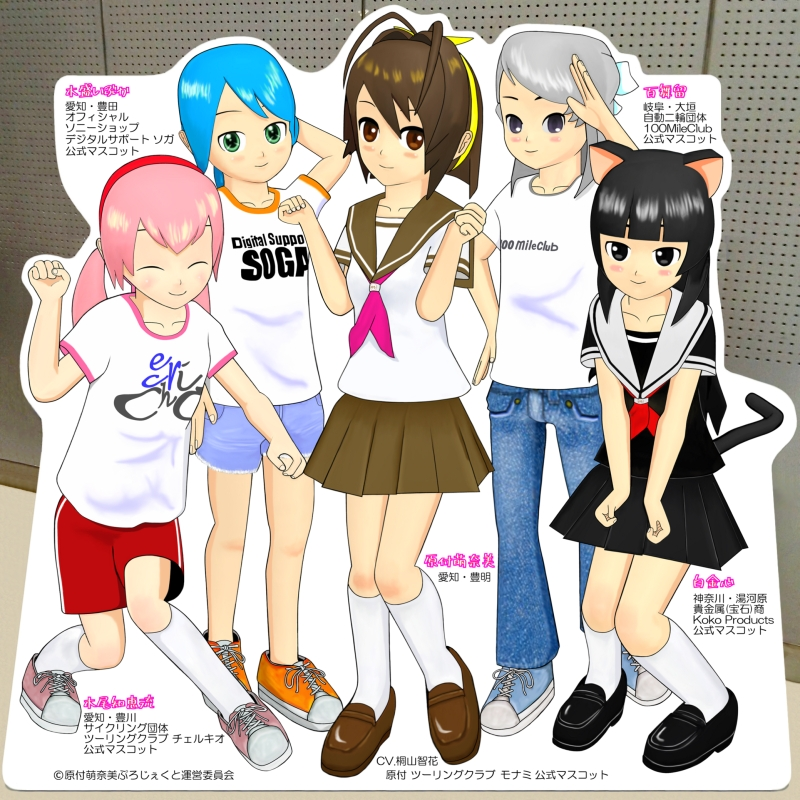
تصویری از ۵ دختر انیمه‌ای

انیمه و مانگا کودکان (به ژاپنی: 子供向け アニメ 漫画 Kodomomuke anime & manga) واژه‌ای ژاپنی به معنی انیمه و مانگا که مستقیماً به مخاطبان کودک (مذکر و مؤنث)، در گروه سنی بین ۶ الی ۱۱ سال مربوط می‌شود. مانگا کودکان همچنین با عنوان «کودومو» به معنی کودک شناخته می‌شوند. انیمه و مانگا کودکان اغلب کودک پسند هستند که تأکید بر خانواده و دوستان دارد و شامل داستان‌های بنیادی کودکان، آموزش چگونگی رفتار خوب و باملاحظه با مردم و کمک به آن‌ها برای ماندن در مسیر درست زندگی را می‌دهد. اما برخی مواقع خشونت نیز در آن‌ها به چشم می‌خورد که این مسئله در کشور ژاپن پذیرفته شده‌است.

## تاریخچه
این سبک در اواخر قرن نوزدهم با تولید محدود یک مجله مانگای تقریباً پانزده صفحه‌ای برای کودکان دختر و پسر آغاز شد. این داستان‌های کوتاه مانگا به عنوان بخشی از دوره میجی (۱۸۶۸–۱۹۱۲) با هدف تشویق یادگیری ادبیات در میان جوانان ژاپنی ایجاد شدند. مجلات مدرن و امروزی کودومو همچون «کوروکورو کامیک» که برای اولین بار توسط انتشارات شوگاکوکان چاپ شد و مخاطبان پسر جوان را هدف قرار داد که به‌طور کلی هنوز در مقطع دبستان به سر می‌برند. همچین مجله دیگری از انتشارات بزرگ کودانشا با عنوان «کامیک بون‌بون» که مختصص مانگاهای کودومو است. هر دو این مجلات به صورت ماهانه در کشور ژاپن به چاپ می‌رسند.